# Sonya Agbéssi
Sonya Agbessi (sinh ngày 21 tháng 8 năm 1972 ) là một  vận động viên nhảy xa người Bénin. Bà đã tham dự Thế vận hội Mùa hè 1992, nơi bà cũng là người mang cờ cho Bénin trong lễ khai mạc.